# Rundfunkjahr 1994

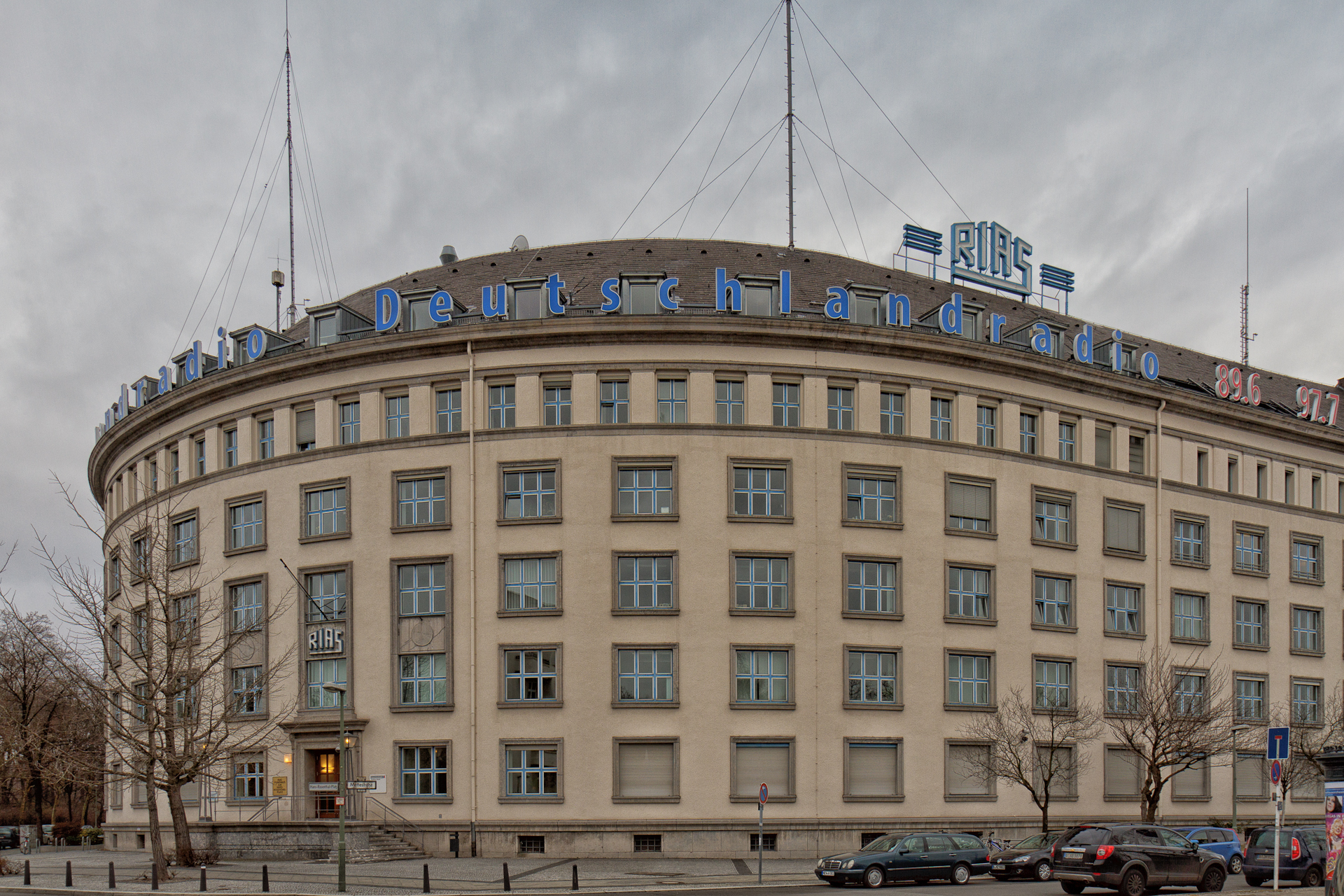
Deutschlandradio Berlin geht auf Sendung

Liste der Rundfunkjahre

◄◄ | ◄ | 1990 | 1991 | 1992 | 1993 | Rundfunkjahr 1994 | 1995 | 1996 | 1997 | 1998 | ► | ►►

Weitere Ereignisse

## Allgemein
- Joop van den Ende und John de Mol gründen die in Hilversum (Niederlande) ansässige international tätige Fernsehproduktionsfirma Endemol.
- Das Deutsche Rundfunkarchiv vergibt im Auftrag der ARD erstmals das „DRA-Stipendium“, einen Förderpreis zur Erforschung der Rundfunk- und Mediengeschichte der DDR.
- September – Das vom SWR initiierte New Pop Festival findet zum ersten Mal statt.
- 17. Oktober – Das Kuratorium des ORF wählt den früheren RTL-Manager Gerhard Zeiler mittels Zweidrittelmehrheit zum Nachfolger Gerd Bachers als ORF-Generalintendant.
- 28. November – In Köln gründen Jörg Grabosch, Martin Keß und Ralf Günter die TV-Produktionsfirma Brainpool.

## Hörfunk
- In Frankreich tritt die vom konservativen Kabinett Balladur beschlossene Radioquote in Kraft. Das maßgeblich von Justizminister Jacques Toubon angeregte Gesetz sieht eine Quote von mindestens 40 Prozent französischer Interpreten im Radio vor.
- Im Rahmen der NRJ-Sendung Klub Ma:d ist zum ersten Mal das Komikerduo Erkan und Stefan zu hören.
- Mit dem Buch Das Hörspiel in der DDR von Sibylle Bolik liegt erstmals eine unabhängige Studie über die Radiokunst in der DDR vor.
- 1. Januar – Der nationale Hörfunksender Deutschlandradio nimmt mit zwei Programmen seinen Betrieb auf. In dem Kulturprogramm DLR Berlin (heute Deutschlandradio Kultur) gehen die beiden ehemaligen Sender RIAS 1 (West-Berlin) und Deutschlandsender Kultur (Ost-Berlin) auf. Das Informationsprogramm kommt vom Deutschlandfunk aus Köln.
- 1. Januar – In Berlin geht der zum SFB gehörende Hörfunksender SFB4 Multi Kulti erstmals auf Sendung.
- 4. April – Der NDR startet sein 5. Hörfunkprogramm unter dem Namen N-Joy.
- 15. Juli – AFN Berlin verabschiedet sich mit einer 3-stündigen Sondersendung, die in 54 Länder übertragen wird.
- 31. Juli – Radio Wolga, der Sender russischen Streitkräfte in Deutschland stellt seinen Betrieb ein.

## Fernsehen
- 1. Januar – Die Tagesschau bekommt ein neues Layout.
- 1. Januar – Die ARD beginnt in ihrem Gemeinschaftsprogramm (Erstes Deutsches Fernsehen) mit der Ausstrahlung von Fernsehfilmen im 16:9-Format.
- 3. Januar – Der MDR sendet die erste Ausgabe des Boulevard-Magazins Brisant.
- 22. Januar – Bei den 51. Golden Globes in Los Angeles werden die Fernsehserien New York Cops – NYPD Blue und Seinfeld ausgezeichnet.
- 30. Januar – Die Anime-Serie aus Japan Die kleine Meerjungfrau Marina ist erstmals bei RTL zu sehen.
- 17. März – Auf ZDF feiert das Magazin für Kinder PuR Premiere.
- 7. April – Das Erste Deutsche Fernsehen zeigt erstmals Alles Glück dieser Erde.
- 9. April – Sat.1 zeigt für Kinder James Bond jr..
- 1. Juni – Der Bayerische Rundfunk sendet im Bayerischen Fernsehen die erste Ausgabe der Space Night, die schon bald Kultstatus erlangt.
- 6. Juni – Die erste Sendung der Talkshow Arabella auf dem Fernsehsender ProSieben wird ausgestrahlt. Das Format hält sich zehn Jahre.
- 17. Juni – Die Flucht des unter Mordverdacht stehenden ehemaligen Footballspielers O. J. Simpson vor der Polizei in einem weißen Ford Bronco ist live im Fernsehen mitzuverfolgen.
- 4. Juli – Im Rahmen des Ferienprogramms startet Ferienfieber im ZDF.
- 1. September – Susan Stahnke spricht ihre erste 20-Uhr-Tagesschau. Sie bleibt bis 1999.
- 7. September – Das ZDF sendet erstmals die Spacecats für Kinder.
- 18. September – Auf CBS läuft die erste Folge der Krankenhausserie Chicago Hope.
- 1. November – Auf Sat.1 und ORF 1 ist die erste Folge der Krimireihe Kommissar Rex zu sehen.
- 16. November – Im ZDF ist erstmals Geheim – oder was?! für Kinder zu sehen.
- 26. November – Die 6-teilige Miniserie aus Schweden Die Jagd nach der Amphore ist erstmals beim ZDF zu sehen.
- 27. November – Die Winterausgabe des ZDF-Fernsehgartens, mit Ramona Leiß und Norbert Schramm, ZDF-Wintergarten hat im ZDF Premiere.
- 2. Dezember – Die politische Kabarett- und Satiresendung mit Dieter Hallervorden, Hallervordens Spott-Light ist erstmals im Ersten Deutschen Fernsehen zu sehen.
- 6. Dezember – Werner Veigel spricht seine letzte 20 Uhr Tagesschau. Er muss seine Tätigkeit nach einer Hirntumordiagnose niederlegen. Bis Januar ist er noch Chefsprecher. Dann wird er von Dagmar Berghoff abgelöst.
- 24. Dezember – Der Kabelkanal wird in Kabel 1 umbenannt. Der Sender bereitet sich damit auf die freie Satellitenabstrahlung vor.
- 26. Dezember – Start der ZDF-Serie Frauenarzt Dr. Markus Merthin mit Sascha Hehn in der Hauptrolle.
- 27. Dezember – Das Erste Deutsche Fernsehen sendet die erste Folge der vom WDR produzierten Kochsendung alfredissimo!.[1]

## Gestorben
- 22. Januar – Telly Savalas, US-amerikanischer Schauspieler und Seriendarsteller griechischer Abstammung, stirbt einen Tag nach seinem 72. Geburtstag in Kalifornien. Savalas wurde einem internationalen Fernsehpublikum vor allem in der Rolle des Lt. Theo Kojak in der Krimiserie Kojak – Einsatz in Manhattan bekannt.
- 11. Februar – William Conrad, US-amerikanischer Schauspieler (Rauchende Colts), Synchron- und Hörfunksprecher, stirbt 73-jährig in Los Angeles.
- 19. März – Bobby Lugano, österreichischer Unterhaltungskünstler und Fernsehzauberer, stirbt 76-jährig in Wien.
- 8. September – Barry Graves, deutscher Journalist, Autor und Hörfunkmoderator (Nachtclub auf Radio Fritz) stirbt 52-jährig in Berlin.
- 1. Oktober – Arminio Rothstein, österreichischer akademischer Maler, Puppenspieler und Puppenmacher, dem österreichischen Fernsehpublikum vor allem aus der Kinderserie Tobi und Tobias in der Rolle des Clown Habakuk bekannt, stirbt 67-jährig in Wien.
- 30. November – Lionel Stander, US-amerikanischer Seriendarsteller, stirbt 86-jährig in Los Angeles. Stander wurde einem breiten Publikum in der Rolle des Butlers Max in der Actionserie Hart aber herzlich bekannt.